# گره هبردن
گره هبردن (به انگلیسی: Heberden's node) برجستگی‌های سخت همراه با تورم استخوانی است که در اطراف مفاصل بند انتهایی انگشتان دوم و سوم دست ایجاد می‌شوند و اولین بار پزشک انگلیسی ویلیام هبردن آن را توصیف کرده‌است. این تورم به‌علت هیپرتروفی غضروف مفصلی و رسوب کلسیم تشکیل می‌گردد و افزایش فشار کاری و آرتروز از علل عمده بروز آن است.
گره در زنان و سنین متوسط عمر شایع است و پیدایش آن ممکنست تا مدت‌ها پنهان از دید باشد و با شروع درد و قرمزی در حین کار نمایان گردد و به‌تدریج به تغیر شکل بند آخر و محدودیت حرکتی انگشت منجر شود. از عوامل مساعدکننده می‌توان به ضربه و عامل ارثی اشاره نمود. گره‌های بوشار نیز با همین سازوکار در بند وسط انگشتان ایجاد می‌شود.